# Miguel Ángel Gamboa
Miguel Ángel Luis Gamboa Pedemonte (Santiago, 21 de junio de 1951)  es un exfutbolista chileno que jugaba como delantero.

## Trayectoria

### Como jugador
El extremo izquierdo que utilizaba la camiseta número 21, debutó como jugador profesional el 5 de mayo de 1971 en Audax Italiano donde estuvo hasta 1972. En 1973 pasó a vestir los colores de Lota Schwager, en donde hizo una temible dupla junto a Germán Elissetche, lo que los llevó a ambos jugadores a ser fichados por Colo-Colo la siguiente temporada, donde se coronó campeón de la Copa Chile 1974. Con su buen nivel, tuvo sondeos desde Cádiz C. F.  y Levante U. D., siendo finalmente transferido al Tecos UAG del fútbol mexicano.  Tras un destacado paso, en 1978 pasó al América en un intercambio por Hugo Kiese, logrando un excelente nivel, pero teniendo entreveros con José Antonio Roca primero y luego con Carlos Reinoso, quien no lo tuvo en sus planes para la temporada 1981.
Ese mismo año y pese a tener contrato vigente con las Águilas y con ofertas del Cruz Azul y New York Cosmos, regresa a Chile, y pese a que se rumoreó su regreso a Colo-Colo, finalmente defiende la camiseta de Universidad de Chile.  
En el conjunto laico mostró un gran nivel, que lo llevó a ser convocado al Mundial de España 1982, pero en 1983 protagonizó un confuso incidente que marcó su futuro en el fútbol chileno.  El 2 de febrero de 1983, en un partido en el Estadio Nacional ante Naval por la Liguilla Pre-Libertadores 1982, luego de que Héctor Hoffens anotará un gol que fue anulado por el árbitro asistente debido a un fuera de juego. Gamboa le reclamó al árbitro Hernán Silva, quien lo amonestó, el jugador le replicó ante lo cual Silva le mostró la tarjeta roja. Gamboa, fuera de sí, tomó del cuello al árbitro y lo comenzó a ahorcar por unos minutos, debiendo ser separado por sus compañeros Hoffens y Manuel Pellegrini. Ante la agresión fue suspendido con 8 fechas de castigo.
Tras la suspensión, volvió al fútbol mexicano, al Coyotes Neza mexicano, en donde se retiró el año 1985.

### Como entrenador
Dirigió a Deportes La Serena en 2003, a la Selección de fútbol playa de Chile y a la Selección de fútbol de la Isla de Pascua, que participó en la Copa Chile 2009.

## Selección nacional
Seleccionado chileno desde 1974, disputó por La Roja 18 encuentros, anotando en 5 oportunidades, representó a su país en la Copa Mundial de Fútbol de 1982.

### Participaciones en Copas del Mundo
| Mundial                        | Sede   | Resultado     |
| ------------------------------ | ------ | ------------- |
| Copa Mundial de Fútbol de 1982 | España | Primera Ronda |

### Participaciones en Copa América
| Torneo            | Sede          | Resultado      |
| ----------------- | ------------- | -------------- |
| Copa América 1975 | Sin sede fija | Fase de grupos |

## Clubes

### Como jugador
| Club                 | País   | Año          |
| -------------------- | ------ | ------------ |
| Audax Italiano       | Chile  | 1971-1972    |
| Lota Schwager        | Chile  | 1973         |
| Colo-Colo            | Chile  | 1974-1975(1) |
| Tecos UAG            | México | 1975-1978    |
| Club América         | México | 1978-1980    |
| Universidad de Chile | Chile  | 1981-1982    |
| Deportivo Neza       | México | 1983-1985    |

### Como entrenador
| Club               | País  | Año  |
| ------------------ | ----- | ---- |
| Deportes La Serena | Chile | 2003 |

## Palmarés

### Campeonatos nacionales
| Título     | Club      | País  | Año  |
| ---------- | --------- | ----- | ---- |
| Copa Chile | Colo-Colo | Chile | 1974 |